# Флора (фрегат, 1839)
«Фло́ра» — 44-пушечный парусный фрегат Черноморского флота России. Был заложен 24 ноября (6 декабря) 1837 года в адмиралтействе Николаева, спущен на воду 21 сентября (3 октября) 1839 года. Вошёл в состав Черноморского флота, участвовал в Крымской войне 1853—1856 годов.

## История службы
В 1841, 1843, с 1846 по 1849, в 1851 и 1852 годах фрегат в составе эскадр находился в практических плаваниях в Чёрном море. В декабре 1841 года на «Флоре» были доставлены войска в укрепление Святого Духа. В 1842, 1844 и 1850 годах фрегат с отрядом находился в крейсерстве у кавказских берегов. В 1845 году во главе отряда вице-адмирала Фёдора Литке фрегат «Флора» ходил вдоль берега Чёрного моря в целях ознакомления с театром великого князя Константина Николаевича. С мая по сентябрь 1853 года корабль был в практическом плавании в Чёрном море. 16 (28) июня было проведено учебное сражение, в ходе которого фрегат сделал 82 выстрела. В сентябре 1853 года в составе эскадры перевёз из Одессы в Севастополь 14-ю дивизию.
В ноябре 1853 года фрегат «Флора» вступил в бой с тремя турецкими пароходами, из которого вышел победителем. Это был первый в истории бой между парусным и паровыми кораблями.
В феврале 1854 года фрегат находился на позиции на Севастопольском рейде, после чего был поставлен на шпринг у Графской пристани. 2 (14) сентября экипаж «Флоры» вошёл в состав 34-го батальона, орудия с корабля также вошли в систему обороны Севастополя. Сам корабль был затоплен 11 (23) сентября 1854 года у входа в Севастопольскую бухту напротив Александровской батареи.

## Бой с турецкими пароходами

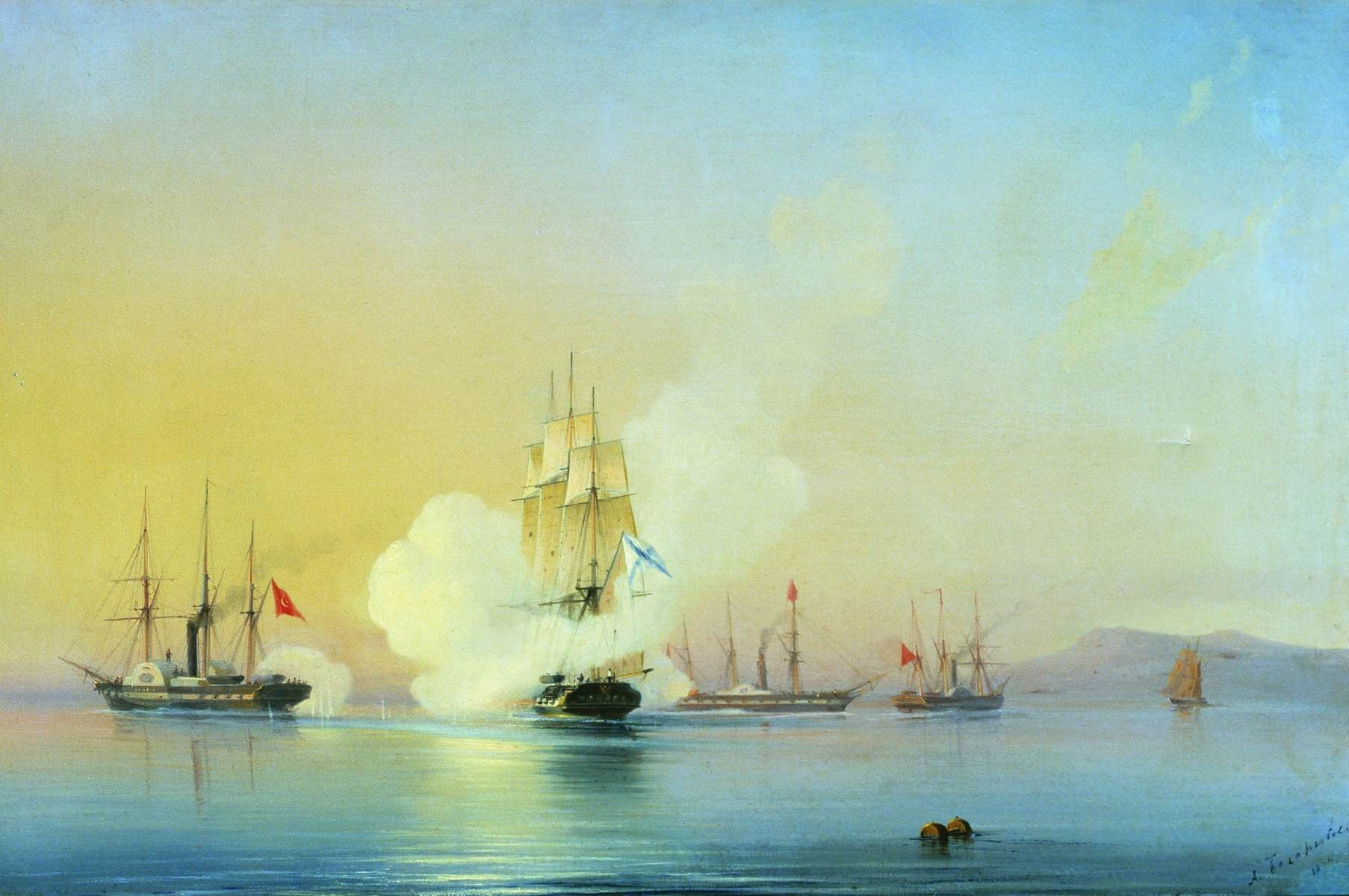
А. П. Боголюбов. Бой 44-пушечного фрегата Флора с тремя турецкими пароходами у мыса Пицунда 9 ноября 1853 года.

В октябре 1853 года фрегат, находясь в составе отряда контр-адмирала М. Н. Вукотича, вышел в крейсерство из Севастополя к Сухум-Кале. 11 (23) ноября (по другим данным 6 (18) или 9 (21) ноября)   в 12 милях от мыса Пицунда фрегат, шедший под командованием молодого капитан-лейтенанта Скоробогатова, был атакован тремя турецкими пароходофрегатами под командованием адмирала Мустафы-паши, имевшими, в общей сложности, 62 орудия калибром до 60 фунтов.
В общей сложности корабли противника имели 6 10-дюймовых орудий, 12 36-фунтовых, 44 18-фунтовых и 900 человек экипажа. При этом турецкими пароходами командовал английский адмирал Слейд , принимавший участие в бою турецких кораблей против русского брига «Меркурий» в 1829 году, а команда Скоробогатова, как и сам капитан, не имела боевого опыта.
Встретившись с «Флорой», турецкие корабли направились к её носовой части и открыли огонь, но фрегат уклонился под ветер и не допустил поражение продольным огнём неприятеля. Выполняя этот манёвр фрегат повернулся к неприятелю левым бортом и открыл батальный огонь, длившийся около двадцати минут. Из-за меткости огня с русского корабля, турецким пароходам пришлось прекратить стрельбу и отступить. Отошедшие пароходы сошлись для совещания, продолжавшегося 10 минут. Скоробогатов воспользовался этим временем, чтобы заделать пробоину и занять первоначальное положение.
После совещания пароходы возобновили атаку. На вторую атаку «Флора» ответила повторением первого манёвра и батального огня с того же левого борта. На этот раз огонь продолжался 30 минут, по прошествии которых турецкие корабли вновь отступили. Они повторяли нападения с 2 до 6 часов, после чего отошли и оставались вне пределов досягаемости до рассвета, а «Флора» направилась к берегу.
На следующее утро на фор-брам-стеньге «Таифа» — одного из турецких кораблей — был поднят вице-адмиральский флаг . В половине шестого в четырёх милях от берега показалась русская шхуна «Дротик» с выкинутыми веслами. Два парохода неприятеля пустились в погоню, а адмиральский корабль продолжил преследование «Флоры». Увидев, что шхуне угрожает опасность, капитан Скоробогатов решил атаковать преследовавший его пароход, чтобы заставить остальные два парохода оказать ему помощь и прекратить преследование «Дротика».
Пароходы действительно вернулись, чтобы оказать помощь адмиральскому. Поскольку все три парохода держались рядом, «Флоре» удалось нанести им значительный урон. К девяти часам утра пароходы отступили. Когда они уже находились вне пределов досягаемости, адмиральский пароход был взят на буксир.
Бой проходил в условиях маловетрия и русский фрегат имел всего полтора-два узла хода. За время боя с «Флоры» было выпущено 437 ядер. Фрегат получил две надводные пробоины, среди экипажа потерь не было. Связано это было с плохой, слишком торопливой стрельбой турок и с тем, что их выстрелы были, главным образом, направлены на повреждение такелажа, с целью лишить русский корабль возможности маневрирования.
В основе этого успеха, с одной стороны, лежала хладнокровная распорядительность и мужество капитана Скоробогатова, храбрость и знание дела его команды, с другой — робость и невежество английского советника и турецкого адмирала, не сумевших воспользоваться ни преимуществом паровых кораблей для одновременной атаки с разных сторон, ни крупнокалиберными бомбическими пушками, которыми можно было атаковать, находясь вне пределов досягаемости  русского фрегата.

## Признание и награды
За свой подвиг девять офицеров были награждены орденами, а пять матросов — Георгиевскими крестами. Командиру фрегата — капитан-лейтенанту А. Н. Скоробогатову был пожалован чин капитана 2 ранга.

## Память
- В 1905 году к 50-летию обороны Севастополя, сооружён монумент «Памятник затопленным кораблям»[6].
- Изображен на полотнах А. П. Боголюбова «Ночное нападение на 44-пушечный фрегат Флора» и «Бой 44-пушечного фрегата Флора с тремя турецкими пароходами у мыса Пицунда».

## Офицеры, матросы

### Командиры фрегата
Командирами фрегата «Флора» в составе Российского импераирского флота в разное время служили:
1. с 1840 года до сентября 1841 года — К. И. Истомин;
2. с сентября 1841 года до 1842 года — К. С. Кутров;
3. 1843—1845 годы — П. М. Юхарин;
4. 1846 год — В. А. Власьев;
5. 1847—1849 годы — К. С. Кутров;
6. до 6 (18) декабря 1851 года — капитан-лейтенант Л. А. Ергомышев;
7. с 6 (18) декабря 1851 года до 1852 года — капитан 2-го ранга П. И. Барановский;
8. 1853 год — А. Н. Скоробогатов.

### Офицеры
Дудников (1823 — 1911) — русский офицер, полковник по адмиралтейству, участник Крымской войны.